# ハンス・ピシュナー
ハンス・ピシュナー（Hans Pischner, 1914年2月20日 - 2016年10月15日）は、ドイツ出身のチェンバロ奏者及びインテンダント。
ブレスラウの生まれ。ブロニスワフ・フォン・ポズニャクにピアノ、ゲルトルート・ヴェルトハイムにチェンバロを学び、シレジア・フリードリヒ・ヴィルヘルム大学で音楽学を修めた。1933年から音楽教師および鍵盤楽器奏者として活躍したが、1939年に第二次世界大戦に従軍し、ソ連の捕虜となった。1946年にフランツ・リスト・ヴァイマル音楽大学の教員として復員し、1949年に同音楽大学の教授に昇格した。1950年からベルリン放送協会の音楽部長となり、1954年に文化省音楽部部長に転出して1962年までその任に当たった。1963年から1984年までベルリン国立歌劇場の総監督を務めた。1978年から1990年まで東ドイツ文化連盟の議長に就任した。
1976年にはドイツ民主共和国国家賞、1989年にカール・マルクス勲章を授与されている。
ベルリンにて没。

## 註
1. ↑  “Träumer und Talenteschmied”. Tagesspiegel. (2014年2月19日).  オリジナルの2014年6月22日時点におけるアーカイブ。 2014年6月22日閲覧。
2. ↑  “Tasten, Träume, Taten”. Tagesspiegel. (2014年2月19日).  オリジナルの2020年8月21日時点におけるアーカイブ。 2020年8月21日閲覧。
3. ↑  Arden, Charles (2014年2月19日). “Décès à 102 ans de Hans Pischner, grande figure de l'art en Allemagne”. Olyrix.  オリジナルの2020年8月21日時点におけるアーカイブ。 2020年8月21日閲覧。
4. ↑  アーカイブ 2020年8月21日 - ウェイバックマシン